# Greece International
Die Greece International oder auch Hellas International sind offene internationale Meisterschaften von Griechenland im Badminton. Sie werden seit dem Jahr 2000 ausgetragen und sind damit eine der jüngeren internationalen Meisterschaften in Europa. 2004 und 2006 fanden sie nicht statt. Die Titelkämpfe gehörten in der Saison 2007/2008 nach längerer Pause wieder dem BE Circuit an, fielen ab 2009 jedoch wieder aus.
Nationale Titelkämpfe werden seit 1990 ausgetragen.

## Die Sieger
| Saison    | Herreneinzel                | Dameneinzel              | Herrendoppel                        | Damendoppel                              | Mixed                                  |
| --------- | --------------------------- | ------------------------ | ----------------------------------- | ---------------------------------------- | -------------------------------------- |
| 2000      | Boris Kesov                 | Petya Nedelcheva         | Luben Panov Yasen Borisov           | Petya Nedelcheva Diana Koleva            | Slantchezar Tzankov Petya Nedelcheva   |
| 2001      | Theodoros Velkos            | Diana Dimova             | Georgi Petrov Yulian Hristov        | Chrisa Georgali Christina Mavromatidou   | Yulian Hristov Diana Dimova            |
| 2002      | Georgi Petrov               | Petya Nedelcheva         | Georgi Petrov Konstantin Dobrev     | Petya Nedelcheva Neli Boteva             | Konstantin Dobrev Petya Nedelcheva     |
| 2003      | Conrad Hückstädt            | Florentina Petre         | Georgi Petrov Konstantin Dobrev     | Florentina Petre Alexandra Olariu        | Yulian Hristov Diana Dimova            |
| 2004      | nicht ausgetragen           | nicht ausgetragen        | nicht ausgetragen                   | nicht ausgetragen                        | nicht ausgetragen                      |
| 2005      | Niels Christian Kaldau      | Xu Huaiwen               | Anthony Clark Robert James Blair    | Gail Emms Donna Kellogg                  | Anthony Clark Donna Kellogg            |
| 2006      | Georgi Petrov               | Hui Ding                 | Georgi Petrov Blagovest Kisyov      | Claudia Vogelgsang Atu Rosalina          | Giovanni Traina Hui Ding               |
| 2007      | Marc Zwiebler               | Petya Nedelcheva         | Goh Ying Jin Au Kok Leong           | Diana Dimova Petya Nedelcheva            | Mads Pieler Kolding Line Damkjær Kruse |
| 2008      | Hsieh Yu-hsing              | Hung Shih-han            | Chien Yu-hsun Lin Yen-jui           | Maria Helsbøl Anne Skelbæk               | Chen Hung-ling Hsieh Pei-chen          |
| 2009 2012 | nicht ausgetragen           | nicht ausgetragen        | nicht ausgetragen                   | nicht ausgetragen                        | nicht ausgetragen                      |
| 2013      | Misbun Ramdan Mohmed Misbun | Linda Zechiri            | Nikolai Nikolajenko Nikolai Ukk     | Cemre Fere Neslihan Kılıç                | René Mattisson Tilde Iversen           |
| 2014      | Kim Bruun                   | Linda Zechiri            | Mathias Christiansen David Daugaard | Özge Bayrak Neslihan Yiğit               | Sam Magee Chloe Magee                  |
| 2015      | Fabian Roth                 | Fontaine Chapman         | Miłosz Bochat Paweł Pietryja        | Steffi Annys Flore Vandenhoucke          | Ilya Zdanov Tatjana Bibik              |
| 2016      | Iwan Russew                 | Mariya Mitsova           | Daniel Nikolov Iwan Russew          | Mariya Mitsova Petya Nedelcheva          | Lilian Mihaylov Petya Nedelcheva       |
| 2017      | Kim Bruun                   | Aliye Demirbağ           | Daniel Nikolov Iwan Russew          | Ekaterina Kut Daria Serebriakova         | Osman Uyhan Aliye Demirbağ             |
| 2018      | Toma Junior Popov           | Porntip Buranaprasertsuk | Daniel Nikolov Iwan Russew          | Porntip Buranaprasertsuk Krestina Silich | Dimitar Janakiew Mariya Mitsova        |
| 2019      | Lars Schänzler              | Mariya Mitsova           | Miłosz Bochat Paweł Śmiłowski       | Zehra Erdem İlayda Nur Özelgül           | Alex Vlaar Mariya Mitsova              |
| 2020      | nicht ausgetragen           | nicht ausgetragen        | nicht ausgetragen                   | nicht ausgetragen                        | nicht ausgetragen                      |
| 2021      | Lee Shun Yang               | Abigail Holden           | Junaidi Arif Muhammad Haikal        | Low Yeen Yuan Valeree Siow               | Yap Roy King Valeree Siow              |
| 2022 2024 | nicht ausgetragen           | nicht ausgetragen        | nicht ausgetragen                   | nicht ausgetragen                        | nicht ausgetragen                      |